# Данбери (Небраска)
Данбери (енгл. Danbury) град је у америчкој савезној држави Небраска.

## Демографија
По попису из 2010. године број становника је 101, што је 26 (-20,5%) становника мање него 2000. године.
| Група             | 2000.       | 2010.      |
| Белци             | 126 (99,2%) | 99 (98,0%) |
| Афроамериканци    | 0 (0,0%)    | 0 (0,0%)   |
| Азијати           | 0 (0,0%)    | 0 (0,0%)   |
| Хиспаноамериканци | 1 (0,8%)    | 1 (1,0%)   |
| Укупно            | 127         | 101        |